# Engenho Matoim
O Engenho Matoim (Sobrados e construções anexas) é uma edificação localizada em Candeias, município do estado brasileiro da Bahia. Foi tombado pelo Instituto do Patrimônio Histórico e Artístico Nacional (IPHAN) em 1943, através do processo de número 323.

## História
Em 1584, a propriedade de Jorge Antunes era composta de um engenho, casa-grande e da Igreja de Nossa Senhora do Rosário. Jorge Antunes era filho de Ana Roiz e Heitor Antunes, cristãos-novos, judeus forçados à converter-se para o cristianismo, que chegaram à Bahia em 1557, juntamente com Mem de Sá. Através de casamentos com 'cristãos-velhos' de origem fidalga, conseguiram uma grande projeção social e fortuna. Porém ainda no século XVI, com a chegada dos membros da Inquisição portuguesa entre 1591 e 1595, Ana Roiz foi acusada de heresia por preservar costumes do judaísmo e foi transferida para Lisboa, presa.
Foi destruído pelos holandeses e reconstruído pela família Rocha Pita no século XVIII. Em 1973, o local foi desapropriado pelo Estado da Bahia e passou a integrar o Centro Industrial de Aratú. Foi tombado pelo IPHAN em 1943, recebendo tombo histórico (Inscrição 217/1943).
Compõe o conjunto de Engenhos do Recôncavo Baiano, importantes para o conhecimento da chamada arquitetura do açúcar na Bahia.

## Arquitetura
Casa-grande de engenho foi edificada no topo de uma elevação, às margens da Baía de Aratu, construída em paredes de alvenaria mista de pedra e tijolo que suportam as tesouras do telhado. Sua planta desenvolve-se em torno de um pátio retangular, coberta por um telhado oito águas e à sua frente ficava um jardim. No entorno está localizado o parque industrial da Dow Brasil (antiga Dow Química) pelo qual é feito o acesso até o imóvel, sendo necessário solicitar permissão.

O imóvel possui três níveis. No primeiro andar há um porão. O segundo pavimento é formado por um saguão, ladeado por grandes salões com janelas conversadeiras e onde, originalmente, haviam 7 quartos de hóspedes. O terceiro pavimento possui janelas do tipo tribuna, salões, capelas, quartos e cozinha. A pintura do forro da capela, com a temática da Santíssima Trindade, ainda impressiona. O pátio corresponde ao terceiro nível, sendo contornado, em três lados, por uma galeria de arcos plenos apoiados em colunas toscanas, à feição dos pátios conventuais. Apesar das modificações do século XVIII, o pátio interno preserva as características do século anterior, mostrando a influência árabe no estilo do período colonial.